# Nastri d'argento 1978
Els Nastri d'argento 1978 foren la 33a edició de l'entrega dels premis Nastro d'Argento (Cinta de plata) que va tenir lloc el 1978.

## Guanyadors

### Millor director
- Paolo i Vittorio Taviani - Padre padrone

### Millor director novell
- Sergio Nuti - Non contate su di noi

### Millor productor
- Rai - pel conjunt de la seva producció

### Millor argument original
- Nanni Moretti - Ecce bombo

### Millor guió
- Maurizio Costanzo, Ruggero Maccari i Ettore Scola - Una giornata particolare

### Millor actor protagonista
- Nino Manfredi - In nome del Papa Re

### Millor actriu protagonista
- Sophia Loren - Una giornata particolare

### Millor actor debutant
- Saverio Marconi - Padre padrone

### Millor actriu no protagonista
- Virna Lisi - Al di là del bene e del male

### Millor actor no protagonista
- Carlo Bagno - In nome del Papa Re

### Millor banda sonora
- Armando Trovajoli - Una giornata particolare

### Millor fotografia
- Armando Nannuzzi - Jesus of Nazareth

### Millor vestuari
- Marcel Escoffier i Enrico Sabbatini - Jesus of Nazareth

### Millor escenografia
- Gianni Quaranta - Jesus of Nazareth
- Lucia Mirisola - In nome del Papa Re

### Millor pel·lícula estrangera
- Fred Zinnemann - Giulia (Julia)

### Director del millor curtmetratge estranger
- Elio Finestauri - Salvos ire salvos venire

### Premi Pietro Bianchi
- Mario Soldati